# Zsóry Lajos
Szentléleki és soóri Zsóry Lajos (Boldva, Borsod vármegye, 1877. szeptember 11. – Budapest, 1941. május 30.) középbirtokos, főszolgabíró, országgyűlési képviselő, m. kir. gazd. főtanácsos, vármegyei közigazgatási bizottsági tag, református egyházmegyei tanácsbíró.

## Életpályája
Pályája szorosan kapcsolódik Mezőkövesd fejlődéséhez. Szerepe volt abban, hogy a matyó hímzés 1924-ben országos védettséget kapott. Főszolgabírói megbízatását 1931-ig, országgyűlési képviselővé választásáig töltötte be. Az ő birtokán 1938-ban végzett kőolajfúrások nyomán tárták fel a gyógyvizet, amely ma is alapját képezi az 1940-ben megnyitott gyógyfürdőnek. 

## Családja
Felesége Haranghy Teréz volt (1883 – Budapest, 1972. október 26.), leányuk Irén.

## Emlékezete
- Nevét őrzi a mezőkövesdi  Zsóry Gyógy- és Strandfürdő
- A fürdő főbejáratánál kapott helyet 1997-ben Zsóry Lajos bronz mellszobra. Alkotója Szentirmai Zoltán szobrászművész.
- 2019. május 1-jén adták át a fürdőben kialakított emléktermet, amely Zsóry Lajos emlékét őrzi. A terem anyagát Szlovák Sándor és felesége állította össze.[5]